# 津高郡
津高郡是過去位於岡山縣中部的一郡，已於1900年4月1日與御野郡合併為御津郡。
過去的範圍包括現在的岡山市北區東半部地區、吉備中央町東部地區、美咲町西南部地區。

## 歷史

### 沿革
- 1889年6月1日：實施町村制，津高郡下設：白石村、牧山村、金川村、宇垣村、宇甘西村、宇甘東村、一宮村、平津村、馬屋下村、野谷村、馬屋上村、橫井村、建部村、上建部村、加茂村、福山村、富津村、上田村、長田村、豐岡村、新山村、江與味村。（22村）
- 1900年4月1日：御野郡和津高郡合併為御津郡。